# Ravioli

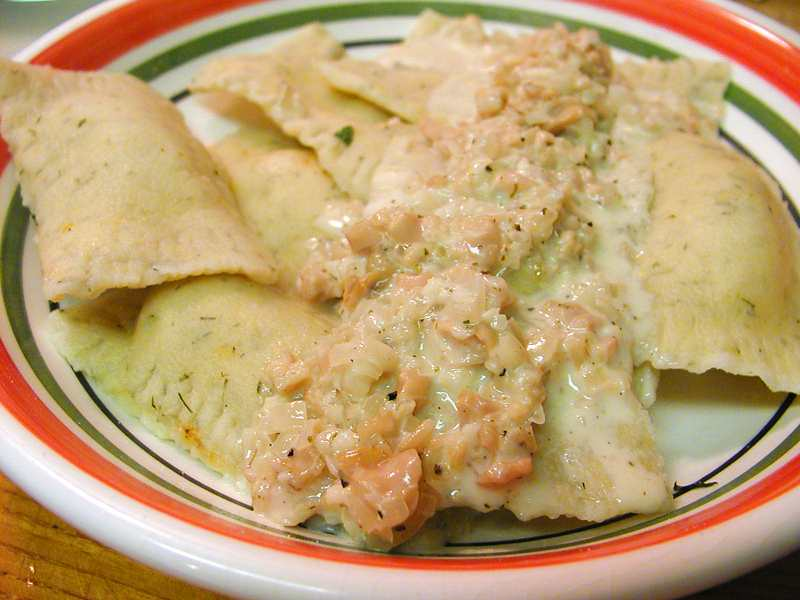

Ravioli /ra'vj[ɔ]:li/  sunt un tip popular de paste făinoase, format din două foi de aluat sigilate înte ele cu umplutură de carne la mijloc (dar nu întotdeauna). Ravioli sunt de obicei de formă rotundă sau pătrată.
Opțiunile vegetariene comune includ zarzavaturi și legume. O foarte cunoscută rețetă lacto-vegetariană include ricotta (brânză cremoasă) și spanac sau urzici în loc de carne. Cele mai cunoscute umpluturi includ dovleacul, cartofii, sparanghelul, ciupercile ș.a. Sosurile sunt și ele la fel de variate ca și umpluturile; se folosesc sosuri de roșii, pesto, smântână, iaurt și sosuri pe bază de supe de legume.
Cuvântul „ravioli” derivă de la verbul din limba italiană „riavvolgere” /rjav'v[ɔlʤ]ere/ (a împacheta). Pastele făinoase umplute au fost introduse probabil în Europa în perioada medievală. Pasta a fost umplută cu carne, pește și zarzavaturi incluzând și ricotta. Sosul de roșii probabil că nu se folosea, deoarece roșiile au fost aduse în Europa abia la sfârșitul secolului al XV-lea.
În Italia aproape toate regiunile au propriile lor rețete pentru ravioli. Unele dintre cele mai vechi mențiuni în ceea ce privește acest fel de mâncare sunt din secolul al XIV-lea și ne apar în înscrisurile personale ale lui Francesco de Marco, un comerciant din Prato. Chiar dacă acest fel de mâncare are origine italiană cea mai veche rețetă cunoscută este un manuscris Anglo-Norman din anul 1290.
Ravioli se pot cumpăra astăzi în toate colțurile lumii proaspeți, ambalați sau congelați în special în zonele în care comunitățile italiene sunt bine înrădăcinate. Ravioli astăzi sunt confecționati cu ajutorul liniilor industriale special create de către societăți italiene cum ar fi: Arienti & Cattaneo, Ima, Ostoni, Zamboni ș.a.; ravioli ambalați proaspeți au de obicei o perioadă de înmagazinaj de șapte săptămâni.
Alte naționalități au paste asemănătoare cu ravioli. Câteva exemple ar fi: colțunașii românești, jiaozi sau wonton-ul chinezesc (ravioli chinezești și tortellini) sunt numiți „jiaozi italian” (義大利餃) or „wonton italian” (意大利雲吞), în Rusia există pelmenii, în Tibet momo, iar în bucătăria evreiască găsim  kreplachs.
În Liban și în Palestina acest fel de mâncare este numit Shish Barak (Shishbarak), același tip de aluat este umplut cu carne tocată și fiert cu iaurt.